# Radoši (Słowenia)
Radoši – wieś w Słowenii, w gminie Metlika. W 2018 roku liczyła 12 mieszkańców.